# Masters de Canadá 1987
El Abierto de Canadá 1987 (también conocido como 1987 Player's Canadian Open por razones de patrocinio) fue un torneo de tenis jugado sobre pista dura. Fue la edición número 98 de este torneo. El torneo masculino formó parte del circuito ATP. La versión masculina se celebró entre el 10 de agosto y el 16 de agosto de 1987.

## Campeones

### Individuales masculinos
Ivan Lendl vence a  Stefan Edberg, 6–4, 7–6.

### Dobles masculinos
Pat Cash /  Stefan Edberg vencen a  Peter Doohan /  Laurie Warder, 6–7, 6–3, 6–4.

### Individuales femeninos
Pam Shriver vence a  Zina Garrison, 6–4, 6–1.

### Dobles femeninos
Zina Garrison /  Lori McNeil vencen a  Claudia Kohde-Kilsch /  Helena Suková, 6–1, 6–2.
| Predecesor: Canadá 1986 | Masters de Canadá 1987 | Sucesor: Canadá 1988 |